# آندرونیکوس چهارم
آندرونیکوس چهارم با عنوان کامل آندرونیکوس چهارم پالایولوگوس(به یونانی: Ανδρόνικος Δ' Παλαιολόγος, Andronikos IV Paleologos)(به انگلیسی: Andronikos IV Palaiologos) (زادهٔ ۱۱ آوریل ۱۳۴۸ - درگذشتهٔ ۲۸ ژوئن ۱۳۸۵) امپراتور بیزانس از ۱۳۷۶ تا ۱۳۷۹ بود. او علیه پدرش ژان پنجم شورید و از جانشینی او خلع و زندانی گردید. اما به کمک جنوایی‌ها گریخت و پدرش را زندانی نمود و خود بر تخت امپراتوری نشست. با این جال ژان پنجم نیز به‌کمک ونیزی‌ها و ترک‌ها از زندان فرار کرد و با شرط قبول جانشینی مجدد آندرونیکوس چهارم و تبعیت‌نمودن از سلطان ترک، بار دیگر به قدرت بازگشت. اما آندرونیکوس چهارم پیش از پدرش درگذشت و پسرش ژان هفتم جانشین او شد.

## زندگینامه

### سال‌های نخستین
آندرونیکوس چهارم پالایولوگوس، بزرگترین پسر ژان پنجم، امپراتور وقت بیزانس و هلنا کانتاکوزنه، دختر امپراتور پیشین، ژان ششم کانتاکوزنوس بود.
آندرونیکوس در اوایل دههٔ ۱۳۵۰ به امپراتوری مشترک با پدرش منصوب شده بود و درمدتی که ژان پنجم در مجارستان (۱۳۶۶-۷) و ایتالیا (۱۳۶۹-۱۳۷۱) به‌سر می‌برد تا با دادن امتیازاتی مذهبی به آنان، حمایت ایشان را برای کمک به امپراتوری بیزانس در مقابله با حملات ترکان عثمانی جلب نماید به‌عنوان نایب‌السلطنهٔ او ادارهٔ امور را برعهده داشت. هنگامی‌که ژان پنجم در سفرش به ایتالیا در ۱۳۶۹ توسط ونیزی‌ها به عنوان بدهکار دستکیر و زندانی شد با آنها توافق نمود تا جزیرهٔٔ تندوس را در ازای گذشتن از بدهی‌های بیزانس، پرداخت ۲۵هزار دوکات به او و بازگرداندن جواهرت تاج امپراتور به ونیزی‌ها بدهد. ونیزی‌ها این پیشنهاد را پذیرفتند اما آندرونیکوس چهارم از واگذاری تندوس به آنها سر باز زد و توافقنامهٔ پدرش با آنها را باطل نمود. در نتیجه آنها ژان را نگاه داشتند تا آنکه پسر کوچکترش، مانوئل، فرماندار تسالونیکا برای کمک به پدرش با ونیزی‌ها وارد مذاکره گردید و حاضر شد تا زمان برآورده‌شدن خواسته‌های آنان به‌عنوان گروگان در آنجا باقی بماند.

### شورش و دستگیری
در ۱۳۷۱ ترکان عثمانی کنترل بخش وسیعی از مقدونیه را در اختیار خود گرفتند و ژان پنجم مجبور شد تا آنها را به‌عنوان اختیاردار امپراتوری بیزانس به‌رسمیت بشناسد. او همچنین در اوایل ۱۳۷۳ مجبور شد تا برای نمایش سرسپردگی خود به مراد یکم، سلطان عثمانی او را در لشکرکشی‌هایش در آسیای صغیر همراهی کرده و همراه او بجنگد.
دور بودن دو فرمانروا از پایتخت، موقعیت مناسبی را برای آندرونیکوس چهارم و ساوجی بیگ، پسر مراد یکم فراهم آورد تا هردو در همان سال علیه پدرانشان سر به شورش بردارند. با این‌حال هر دو شورش به‌آسانی سرکوب گردید، آندرونیکوس در مه و ساوجی بیگ در سپتامبر شکست خورده و دستگیر شدند. مراد دستور داد تا چشمان پسر شورشیش را کور نمایند و از ژان پنجم نیز خواست تا او هم چنین نماید. با این‌حال ساوجی بیگ با چنان قساوتی کور شد که درگذشت اما در مورد آندرونیکوس چهارم با شفقت رفتار شد به‌گونه‌ای که او پس از مدتی بخشی از بینایی خود را به‌دست‌آورد یا به‌طور کامل بهبود یافت. در مورد ژان هفتم، پسر آندرونیکوس نیز همینگونه رفتار شد. همچنین این احتمال نیز وجود دارد که آندرونیکوس را تنها از یک چشم نابینا کرده و پسرش را هم صرفاً لوچ ساخته باشند.
ژان پنجم سپس آندرونیکوس را زندانی و از جانشینی خود محروم گرداند و به‌جای او مانوئل را در ۲۵ سپتامبر ۱۳۷۳ (چند روز پیش از دستگیری ساوجی بیگ و پایان شورش) به‌جانشینی خود برگزید.

### رسیدن به قدرت
ژان پنجم در ۱۳۷۶ با فروش تندوس به ونیزی‌ها با شرایطی مشابه ۶ سال پیش موافقت کرد و تندوس را به آنان واگذار نمود. این موضوع سبب رنجش جنوایی‌های گالاتا شد و آنها درصدد تلافی این کار بیزانس برآمدند. تا آن زمان آندرونیکوس سه سال را در زندان گذرانده بود اما در ژوئیهٔ ۱۳۷۶ با کمک جنوایی‌ها موفق به فرار گردید و پیش سلطان عثمانی رفت. او توافق کرد تا در ازای حمایت مراد از آندرونیکوس، گالیپولی را که بیزانسی‌ها ۱۰ سال پیش به‌کمک آمادئوس ششم، کنت ساووی پس‌گرفته بودند به او بازگرداند. درنتیجهٔ این توافق سپاهی متشکل از سواره‌نظام و پیاده‌نظام در اختیار او قرار داده شد و آندرونیکوس توانست کنترل قسطنطنیه را پس از یک ماه محاصرهٔ شهر در ۱۲ اوت ۱۳۷۶ در اختیار گیرد و در اکتبر همان سال، پدر و برادرش را که در دژ «دروازهٔ طلایی» پناه گرفته بودند را مجبور به تسلیم شدن کرد. ژان پنجم و پسرانش مانوئل و تئودور سپس در برج آمناس در گوشهٔ شمال‌غربی شهر زندانی شدند. آندرونیکوس سپس گالیپولی را به ترکان و تندوس را به جنوایی‌ها واگذار کرد، با این‌حال پادگان تندوس علیه این واگذاری سر به شورش برداشت و جزیره را تسلیم ونیزی‌ها نمود.
آندرونیکوس چهارم یک سال بعد در ۱۸ اکتبر ۱۳۷۷ رسماً به‌عنوان امپراتور جدید بیزانس همراه با پسرش ژان هفتم و با حضور اسقف‌اعظم ماکاریوس تاجگذاری کرد. گمان می‌رود دلیل این تأخیر، امیدواری آندرونیکوس به مجاب‌کردن پدرش برای انجام قانونی این تغییر قدرت توسط او بوده باشد.

### برکناری از قدرت و جانشینی دوباره
با کمک ونیزی‌ها، ژان پنجم و پسرانش در ژوئن ۱۳۷۹ موفق به فرار شده و آنها نیز با رفتن پیش سلطان مراد یکم به‌نوبهٔ خود از او تقاضای یاری نمودند. مراد با این خواستهٔ آنها به شرط پذیرش دوبارهٔ آندرونیکوس به‌عنوان جانشین ژان پنجم موافقت کرد و ژان پنجم همراه با سپاهیان ترک و به‌کمک ونیزی‌ها وارد قسطنطنیه شد و توانست در همان سال قدرت را از آندرونیکوس چهارم بازپس گیرد. ژان و مانوئل سپس پذیرفتند تا با پرداختن خراج به عثمانی‌ها از آنان کمک نظامی دریافت دارند و همچنین با واگذاری فیلادلفیا، آخرین منطقهٔ در تملک بیزانس در آصیای صغیر به ترکان نیز موافقت نمودند.
آندرونیکوس چهارم پس از برکناری از قدرت به گالاتا گریخت و مانوئل آنجا را به‌مدت یک سال به محاصرهٔ خود درآورد. با این حال توافقنامه‌ای در ۱۳۸۱ و سپس عهدنامه‌ای رسمی در سال بعد بین طرفین به‌امضا رسید و آندرونیکوس چهارم بار دیگر به‌عنوان وارث تاج و تخت به‌رسمیت شناخته شد. همچنین او اجازه یافت تا بر منطقه‌ای ساحلی در نزدیکی دریای مرمره به پایتختی سلیمبریا فرمان براند.

### مرگ
آندرونیکوس چهارم در ۲۸ ژوئن ۱۳۸۵ و پیش از پدرش درگذشت و پسرش ژان هفتم جانشین او شد.